# Championnat de Belgique féminin de handball 2021-2022
 (avril 2022).
Si vous disposez d'ouvrages ou d'articles de référence ou si vous connaissez des sites web de qualité traitant du thème abordé ici, merci de compléter l'article en donnant les références utiles à sa vérifiabilité et en les liant à la section « Notes et références ».
Navigation
2020-2021 2022-2023
La saison 2021-2022 du Championnat de Belgique féminin de handball est la 50e saison de la plus haute division belge de handball. La compétition se joue en une phase principale de 18 journées. 

## Participants
| Club                    | Classement 2019/20 | Localisation | Entraîneur | Salle                                     | Capacité |
| ----------------------- | ------------------ | ------------ | ---------- | ----------------------------------------- | -------- |
| HB Saint-Trond          | -                  | Saint-Trond  | ?          | Sporthal Jodenstraat                      | ?        |
| Initia HC Hasselt       | -                  | Hasselt      | ?          | Sporthal Alverberg                        | 1 730    |
| Fémina Visé Handball    | -                  | Visé         | ?          | Hall Omnisports de Visé                   | 600      |
| DHC Waasmunster         | -                  | Waasmunster  | ?          | Sporthal Hoogendonck                      | ?        |
| DHW Antwerpen           | -                  | Anvers       | ?          | Sportcomplex Sorghvliedt Sporthal De Bist | 950 ?    |
| HC Eynatten-Raeren      | -                  | Liège        | ?          | Sportzentrum                              | ?        |
| HV Uilenspiegel Wilrijk | -                  | Wilrijk      | ?          | ?                                         | ?        |
| HC DB Gent              | -                  | Gand         | ?          | Sporthal Hekers                           | ?        |
| KTSV Eupen 1889         | -                  | Eupen        | ?          | Sportzentrum Eupen                        | ?        |
| DHC Overpelt            | D2                 | Overpelt     | ?          | ?                                         | ?        |

## Localisation
| \| Visé Hasselt Anvers Waasmunster Saint-Trond Raeren Wilrijk Gand Eupen Overpelt \| Localisation des clubs engagés dans le championnat |
| Visé Hasselt Anvers Waasmunster Saint-Trond Raeren Wilrijk Gand Eupen Overpelt                                                          |

| # | Province                        | Nombre | Équipe(s)                                          |
| - | ------------------------------- | ------ | -------------------------------------------------- |
| 1 | Province de Limbourg            | 3      | Initia HC Hasselt, HB Saint-Trond et DHC Overpelt  |
| 1 | Province de Liège               | 3      | Fémina Visé, HC Eynatten-Raeren et KTSV Eupen 1889 |
| 3 | Province d'Anvers               | 2      | DHW Antwerpen et HV Uilenspiegel Wilrijk           |
| 3 | Province de Flandre-Orientale   | 2      | DHC Waasmunster et HB DC Gent                      |
| 5 | Province de Flandre-Occidentale | 0      | -                                                  |

## Saison régulière

### Classement
|    | Équipe                  | Pts | J  | G  | N | P  | Bp  | Bc  | Diff | Dép |
| -- | ----------------------- | --- | -- | -- | - | -- | --- | --- | ---- | --- |
| 1  | HB Saint-Trond          | 29  | 16 | 14 | 1 | 1  | 541 | 344 | 197  | 3p. |
| 2  | Fémina Visé Handball    | 29  | 16 | 14 | 1 | 1  | 563 | 378 | 185  | 1p. |
| 3  | HV Uilenspiegel Wilrijk | 20  | 16 | 10 | 0 | 6  | 405 | 352 | 53   | 4p. |
| 4  | Initia HC Hasselt       | 20  | 16 | 10 | 0 | 6  | 434 | 371 | 63   | 0p. |
| 5  | KTSV Eupen 1889         | 15  | 16 | 7  | 1 | 8  | 431 | 466 | -35  | -   |
| 6  | DHC Overpelt P          | 13  | 16 | 6  | 1 | 9  | 395 | 450 | -55  | -   |
| 7  | DHC Waasmunster         | 7   | 16 | 3  | 1 | 12 | 397 | 510 | -113 | -   |
| 8  | HC DB Gent              | 6   | 16 | 3  | 0 | 13 | 360 | 515 | -155 | -   |
| 9  | HC Eynatten-Raeren      | 5   | 16 | 2  | 1 | 13 | 314 | 454 | -140 | -   |
| 10 | DHW Antwerpen           | 0   | 0  | 0  | 0 | 0  | 0   | 0   |      | -   |

|   | Qualification aux playoffs                  |
|   | Participation aux playdowns                 |
| T | Tenant du titre 2020-2021                   |
| F | Finaliste du 2020-2021                      |
| P | Promu de Division 2 2020-2021               |
| C | Vainqueur de la Coupe de Belgique 2021-2022 |

### Matchs
| Résultats (dom.\ext.)                                      | St-T  | Ove   | Has   | Fem   | Waas  | Anv | Raer  | Wilr  | Gent  | Eupen |
| HB Saint-Trond                                             |       | 32-17 | 24-20 | 29-23 | 39-28 | -   | 37-15 | 23-22 | 36-23 | 43-16 |
| DHC Overpelt P                                             | 25-37 |       | 27-31 | 25-33 | 30-26 | -   | 31-23 | 23-25 | 27-19 | 32-28 |
| Initia HC Hasselt                                          | 29-26 | 23-27 |       | 23-29 | 35-27 | -   | 10-0  | 18-19 | 33-14 | 26-23 |
| Fémina Visé Handball                                       | 30-30 | 38-20 | 34-33 |       | 40-23 | -   | 34-23 | 31-19 | 50-19 | 41-23 |
| DHC Waasmunster                                            | 23-45 | 27-24 | 26-32 | 26-41 |       | -   | 22-22 | 22-29 | 28-24 | 20-24 |
| DHW Antwerpen                                              | -     | -     | -     | -     | -     |     | -     | -     | -     | -     |
| HC Eynatten-Raeren                                         | 14-51 | 21-20 | 13-25 | 14-34 | 34-29 | -   |       | 17-27 | 22-23 | 19-28 |
| HV Uilenspiegel Wilrijk                                    | 18-26 | 33-12 | 28-25 | 22-29 | 34-18 | -   | 26-16 |       | 28-15 | 29-23 |
| HC DB Gent                                                 | 17-37 | 26-27 | 17-33 | 25-46 | 22-24 | -   | 30-26 | 20-27 |       | 37-36 |
| KTSV Eupen 1889                                            | 26-29 | 28-28 | 25-36 | 24-30 | 35-28 | -   | 23-20 | 24-19 | 35-29 |       |
| - Victoire à domicile - Match nul - Victoire à l'extérieur |       |       |       |       |       |     |       |       |       |       |

### Play-offs

#### Classement
Les playoffs sont un mini-championnat opposant en matches aller-retour les six premières équipes de la saison régulière du championnat. Avant le début des playoffs les équipes reçoivent un bonus de points en fonction de leur classement en saison régulière : le premier reçoit 6 points, le deuxième reçoit 5 points, le troisième reçoit 4 points, le quatrième reçoit 3 points, le cinquième reçoit 2 points et le sixième reçoit 1 point.